# Lucio Stertinio
Lucio Stertinio (in latino Lucius Stertinius; fl. I secolo) è stato un militare romano.
Fu fedele legato di Germanico durante la seconda spedizione germanica. Nel 15 d.C. sconfisse i Bructeri e riuscì a recuperare l'aquila della Legio XIX, che era andata perduta in seguito alla battaglia della foresta di Teutoburgo.
Nel corso dello stesso anno fu mandato da Germanico a ricevere la resa di Segimero, padre di Arminio; l'anno seguente fu comandante della cavalleria contro gli Angrivari, un popolo che abitava lungo le rive del fiume Visurgi (l'attuale Weser), che fu sconfitto, e fu costretto a riconoscere la supremazia di Roma.